# San Salvario
San Salvario (San Salvari in piemontese) è uno storico quartiere della Circoscrizione 8 di Torino, situato a sud-est del centro storico. Nella sua parte orientale è presente il Parco del Valentino, il più famoso parco torinese, lungo la sponda sinistra del Po. Il quartiere è anche noto per la diffusa popolazione multietnica, presente soprattutto in prossimità della stazione ferroviaria di Porta Nuova.
È delimitato:
- a nord, da Corso Vittorio Emanuele II (confine con il Borgo Nuovo del Centro)
- a est, dal fiume Po (confine con i quartieri Borgo Po e Cavoretto)
- a ovest, dal tratto ferroviario Torino-Genova (confine con Crocetta)
- a sud, da Corso Bramante - Ponte Franco Balbis (confine con Nizza Millefonti).

## Geografia

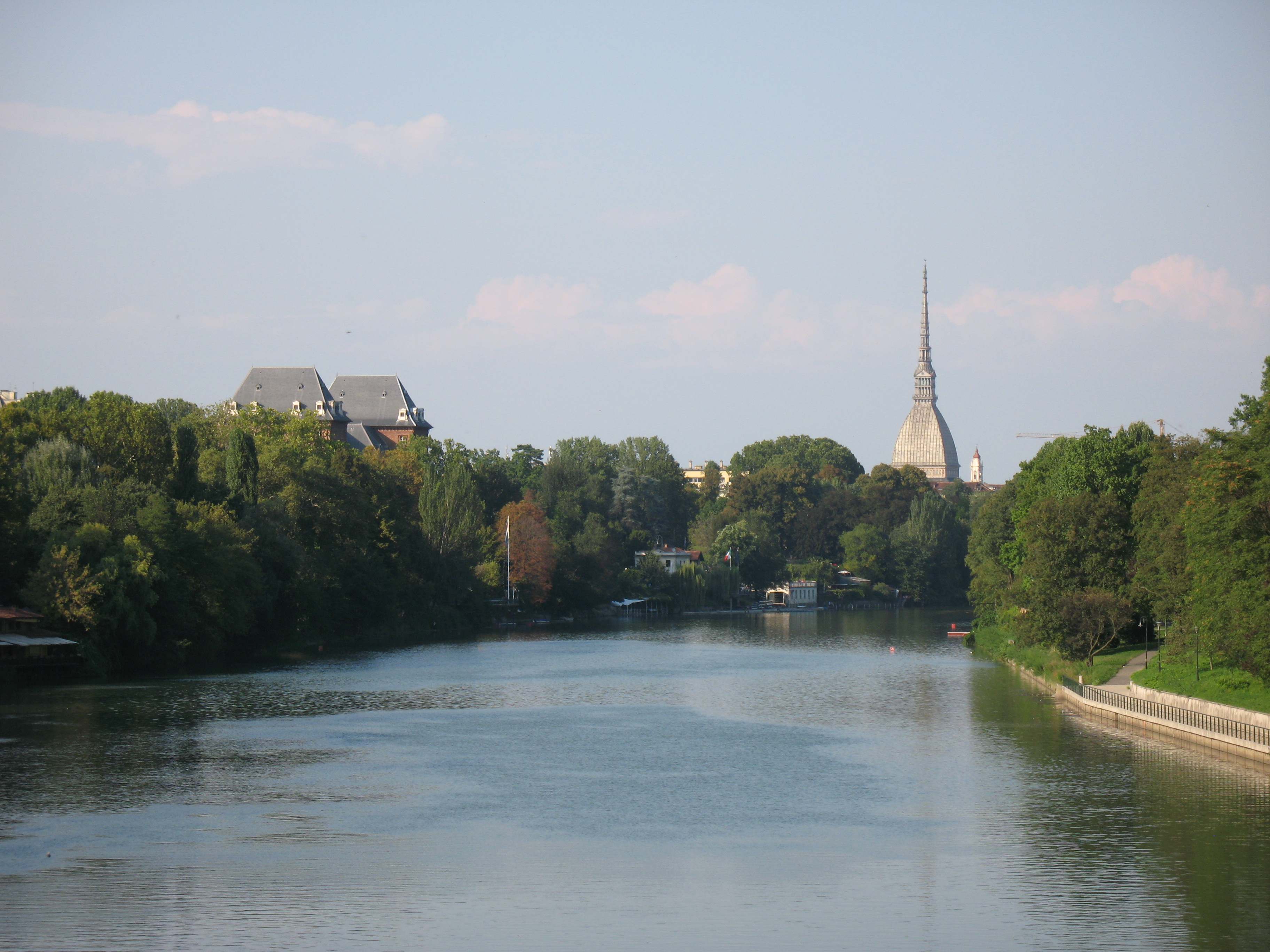
Il Po e la Mole visti dal Ponte Isabella (Corso Dante)

È uno dei quartieri centrali più verdi di Torino, poiché nella sua parte orientale, cioè quella a ridosso della sponda sinistra del fiume Po, è situato il noto parco del Valentino nato come parco di residenza estiva dei Savoia ora adibito a parco pubblico, ricco di percorsi pedonali, locali e circoli, ospita altresì il castello omonimo, oggi sede della Facoltà di Architettura del Politecnico di Torino, più il pittoresco Borgo Medievale. La parte occidentale invece è costituita da strette vie e vecchie case, a ridosso di via Madama Cristina-via Nizza e il tratto ferroviario della Stazione Porta Nuova.

## Storia

### Origini
Già sito di reperti sia di epoca romana sia altomedioevale, il toponimo del quartiere deriva dalla chiesetta (e relativo convento) del 1646, posta sull'odierna via Nizza angolo corso Marconi, a ridosso dei palazzi postali della vicina ferrovia di Stazione Porta Nuova. La chiesetta nacque come San Salvatore di Campagna, o San Solutore (nome riferito a Gesù Cristo Salvatore), quindi successivamente accorciato, dal piemontese Salvari, in Salvario. 
La chiesetta fu voluta da Madama Cristina, moglie del re Vittorio Amedeo I di Savoia, che desiderava un luogo di culto vicino alla residenza estiva del Castello del Valentino, quest'ultimo sorto nel periodo 1630-1660 per opera degli architetti Carlo e Amedeo di Castellamonte. Quest'ultimo la edificò nel 1646, ma già sette anni dopo vi si insediarono i Servi di Maria, aggiungendovi un convento e un ospedale, quindi ancora Casa delle Serve della Carità di San Vincenzo dé Paoli. Il complesso perse importanza con la soppressione degli ordini religiosi nel 1802, quindi con la secolarizzazione dei beni ecclesiastici nel 1866 e, sempre in quel periodo, la nascita della vicina parrocchia dei Santi Pietro e Paolo Apostoli di Largo Saluzzo.

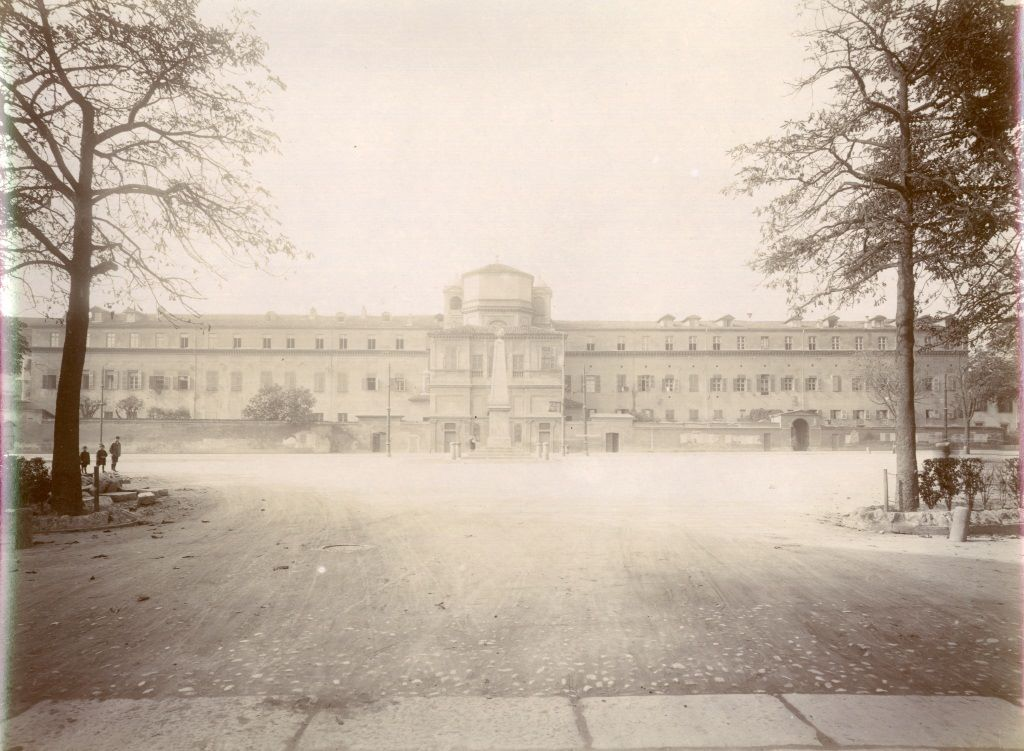
Chiesa e Convento di San Salvario, vista generale da Corso Marconi, 1925

### XVIII secolo

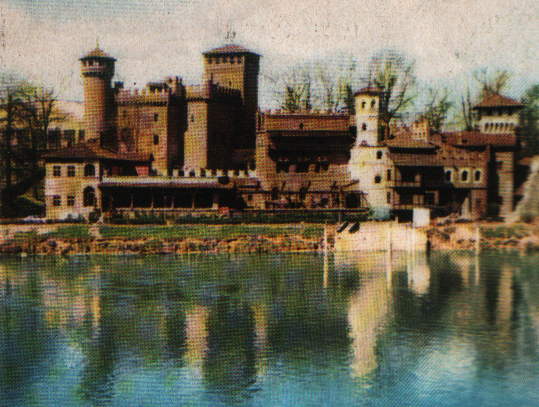
Borgo e rocca medievali di Torino al Valentino

Lo sviluppo urbano intorno alla chiesa di San Salvario fu documentato già da delle carte del 1790, quando era già in progetto una espansione del centro cittadino torinese verso sud, in ciò che diventerà il "Borgo Nuovo" nel 1814-1822 (ovvero la zona situata tra Corso Vittorio Emanuele II, "Via Nuova" - attuale via Roma - e il Lungo Po di Corso Cairoli). Dalla cosiddetta "Porta Nuova di Torino infatti, si usciva direttamente per recarsi sull'attuale via Nizza, quindi sul Corso del "Valentino", poi ribattezzato Corso Marconi, il quale arrivava fin al Castello del Valentino.

### XIX secolo
Per uno sviluppo vero e proprio del borgo bisognerà aspettare l'abbattimento della cinta muraria torinese nel 1840, quando il quartiere cominciò a popolarsi di una nuova borghesia.
Nel 1853 fu inaugurata la linea ferroviaria per Genova, ma l'edificio della Stazione Porta Nuova fu iniziato soltanto nell'anno dell'Unità d'Italia (1861), su progetto di Alessandro Mazzucchetti e di un giovane Carlo Ceppi, e terminata soltanto nel 1868, senza inaugurazioni. I successivi ampliamenti della stazione, come lo Scalo Vallino e l'area postale su via Nizza, furono parzialmente colpiti dai bombardamenti della seconda guerra mondiale dell'8 dicembre 1942 e 13 luglio 1943, per cui è frequente il ritrovamento di residuati bellici nella zona.
Come capitale dell'appena nato Regno d'Italia (1861), l'amministrazione torinese decise di ampliare il Parco del Valentino, per idea del consigliere Nomis e su imitazione degli eleganti parchi inglesi e francesi, opera del paesaggista francese Barillet-Deschamps.
Il ponte sul fiume Po di Corso Dante, opera dell'ingegnere Ghiotti e dedicato alla principessa Isabella di Baviera, futura moglie di Tommaso di Savoia-Genova, fu terminato soltanto nel 1880. Nel periodo 1873-1876 fu edificata, su disegno di Edoardo Arborio Mella, la Chiesa del Sacro Cuore di Gesù di via Nizza, 56, mentre, in occasione dell'Esposizione generale italiana del 1884, venne realizzato il cosiddetto Borgo Medioevale del Parco del Valentino, su progetto di Alfredo d'Andrade.
Nel 1889 l'architetto Carlo Ceppi fu chiamato a progettare la chiesa del Sacro Cuore di Maria di via Morgari, 9, mentre nel 1898, in occasione dell'esposizione nazionale per i cinquant'anni dello Statuto Albertino, a realizzare la Fontana dei Dodici Mesi del Parco del Valentino.
Nel periodo 1848-1898 sorsero alcune eleganti palazzine, soprattutto nella zona di via Nizza, via Bidone, via Giuria e Corso Massimo d'Azeglio, a ospitare parte della Facoltà di Medicina e di Chimica e Fisica dell'Università degli Studi di Torino, oltre che le scienze infermieristiche dell'Istituto Rosmini sulla via omonima.

### XX secolo
Se le esposizioni generali del 1884 e 1898 diedero un forte slancio architettonico al quartiere, l'esposizione internazionale del 1911 fu un ulteriore successo. In tale occasione il già elegante e prestigioso ponte di Corso Vittorio Emanuele II sul fiume Po, realizzato soltanto quattro anni prima e dedicato a Umberto I, fu arricchito di ulteriori statue per il cinquantenario dell'Unità d'Italia.

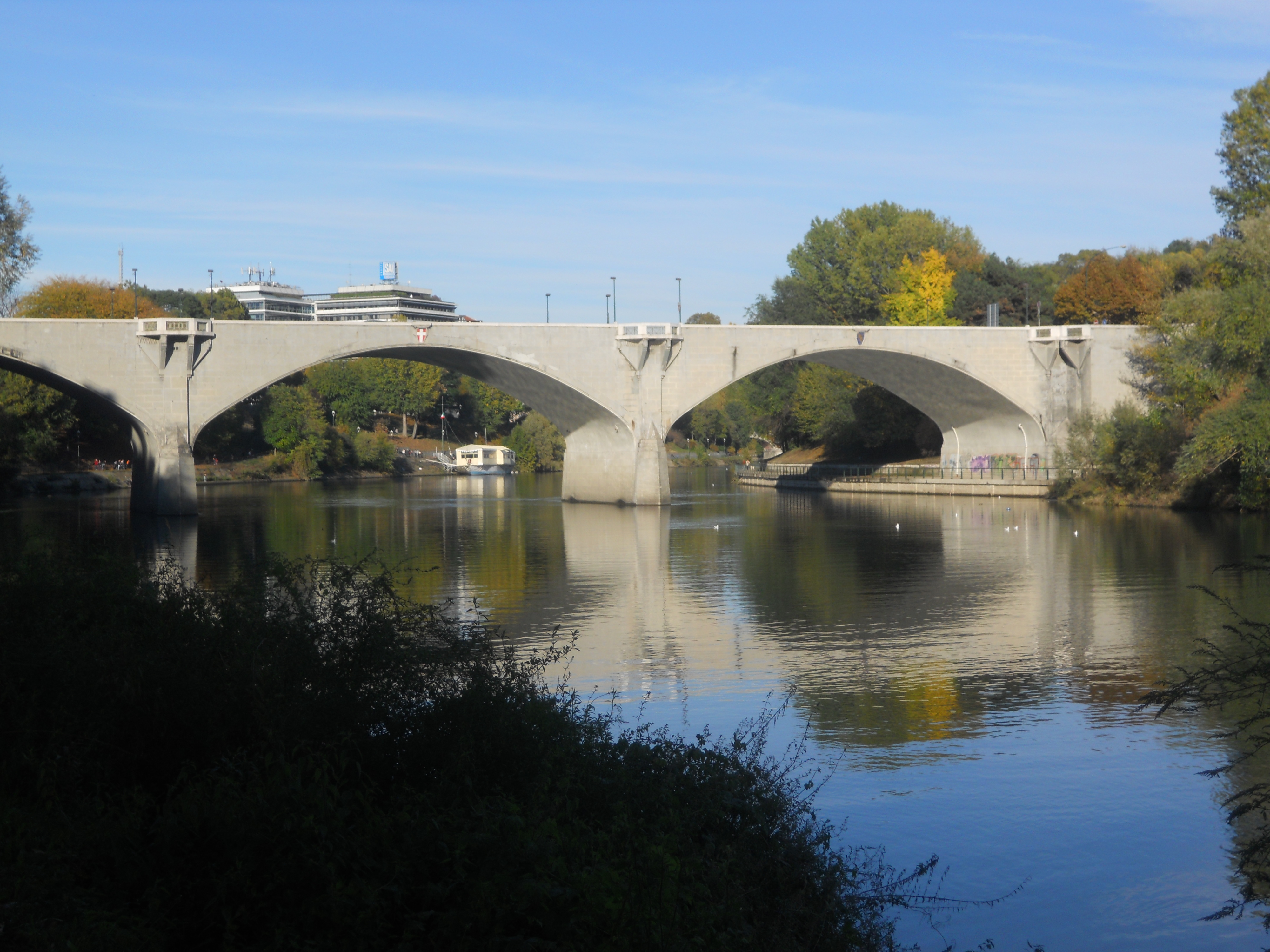
Il Ponte Balbis in autunno

Per il decennale della fine della prima guerra mondiale poi, fu decisa la costruzione di un terzo ponte sul fiume Po, quello di Corso Bramante, terminato nel 1927 e dedicato a Vittorio Emanuele III, quindi rinominato e dedicato al partigiano torinese Franco Balbis nel 1948. Nel 1930 fu eretto l'imponente Arco del Valentino su Corso Cairoli, dedicato all'Arma dell'Artiglieria, su progetto di Pietro Canonica; nello stesso periodo, l'imponente edificio neoclassico dell'Istituto elettrotecnico nazionale Galileo Ferraris. Otto anni più tardi verrà poi realizzato il complesso di Torino Esposizioni, sorto come esposizione nazionale per la Moda, da un'idea di Ettore Sottsass.
Salvo che per le prime officine Fiat, che dalla storica sede di corso Dante/corso Massimo d'Azeglio furono ben presto trasferite nella sede Lingotto nel 1915, il quartiere non ebbe uno sviluppo industriale. Lo sviluppo economico si accentrò solo sul lavoro di scarico merci sul lato orientale della ferrovia di Porta Nuova. L'unica industria di un certo rilievo, dal 1929, fu la Microtecnica di Piazzetta Graf, nota nel settore aerospaziale e ancor oggi attiva, assorbita dalla statunitense United Technologies Corporation.

### XXI secolo
Attualmente il quartiere ospita svariate attività culturali, artigianali e di terziario in genere. Sul finire del XX secolo si sviluppò, inoltre, una vivace vita notturna, specialmente nella zona tra via Madama Cristina e via Nizza. Ai locali multietnici, si sono aggiunti pub, rhumerie, bistrot, ristoranti e rosticcerie di ogni tipo e di ogni etnia, tuttavia in degli spazi relativamente ridotti. Il quartiere ospita altresì due mercati rionali, uno in piazza Madama Cristina e l'altro in piazza Nizza. Il quotidiano torinese La Stampa, uno dei maggiori a livello nazionale, ha le sue sedi (subito dopo la prima sede di nascita di via Roma) proprio in questo quartiere, dapprima in via Marenco, vicino al Parco del Valentino e, dal 2012, in via Lugaro.
Oltre alle sedi culturali già citate, il quartiere ospita altresì il museo di antropologia criminale "Cesare Lombroso" e quello di anatomia umana "Luigi Rolando", più il Museo della Frutta (Collezione "Francesco Garnier Valletti"), il Teatro Nuovo (di epoca contemporanea a Torino Esposizioni), il Cineteatro Baretti, nell'omonima via, quasi in Largo Saluzzo, infine il Teatro Colosseo (del 1969), su via Madama Cristina.
Negli anni 1990, il quartiere vide la nascita di decine di associazioni socio-culturali multietniche, ancor oggi esistenti e che, nel 2003, si unificarono in un'unica agenzia onlus per lo sviluppo locale. Nel 2010 l'agenzia aprì la sua sede alla Casa del Quartiere di via Morgari angolo via Belfiore, (adiacente alla chiesa del Sacro Cuore di Maria) come sede centrale ricreativa, culturale e multietnica.
(dal sito dell'Agenzia San Salvario)
Dal 2013 - 2014, l'area dell'ex Scalo Vallino (tra via Nizza e la linea ferroviaria, a sud della stazione) è oggetto di lavori di riqualificazione per un nuovo campus universitario, sul progetto Clinical Industrial Research Park ("CIR Park"), in collaborazione con il Centro Universitario Dipartimento di Biotecnologie Molecolari di via Nizza, 52.
All'interno dell'area, una via di nuova costruzione è stata intitolata nel dicembre 2020 al cantautore e ferroviere Gianmaria Testa.

## Monumenti e luoghi d'interesse
- Parrocchia del Sacro Cuore di Maria, di Carlo Ceppi (1887), sita in via Morgari, 9.

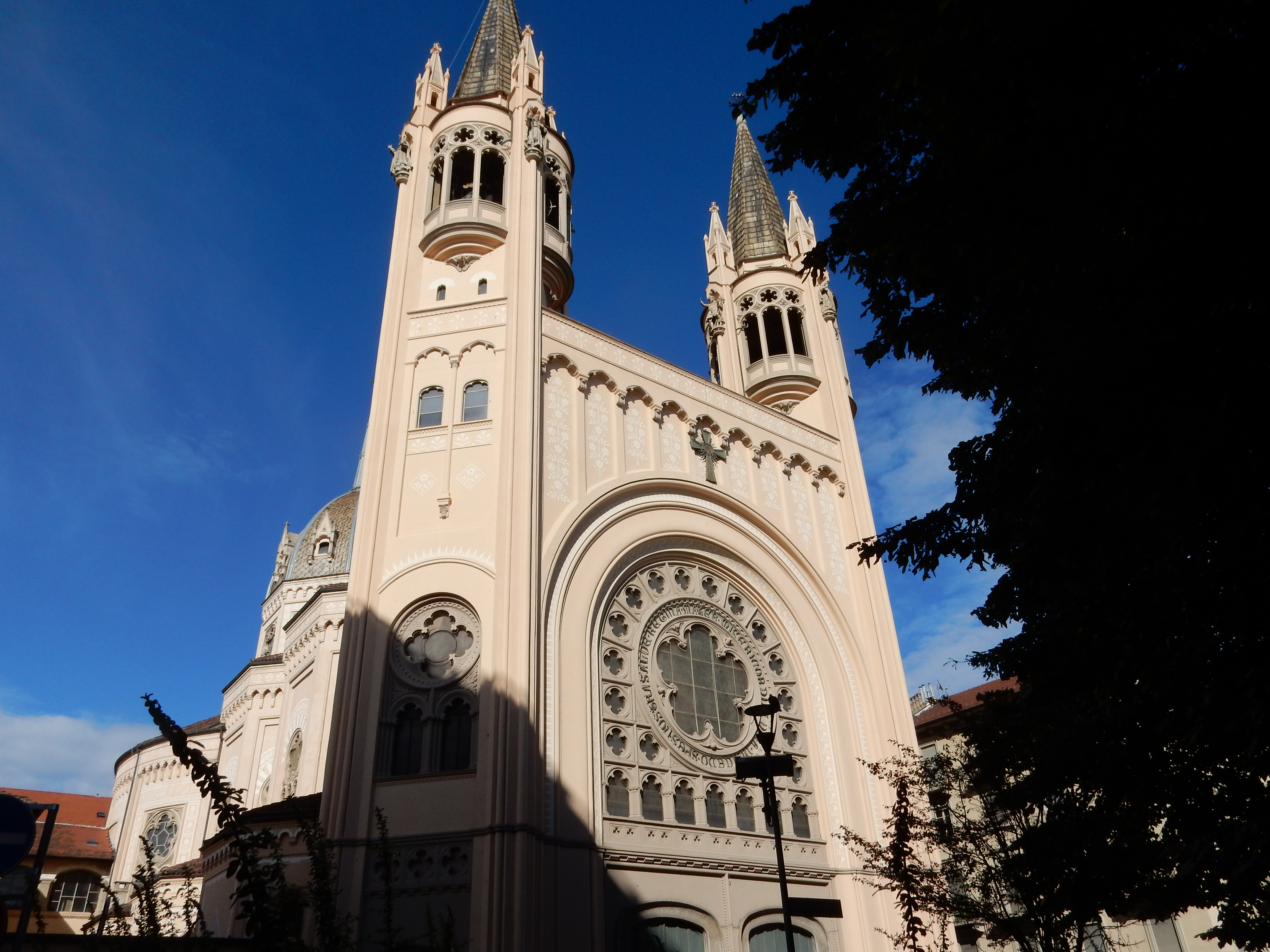
Facciata della Chiesa del Sacro Cuore

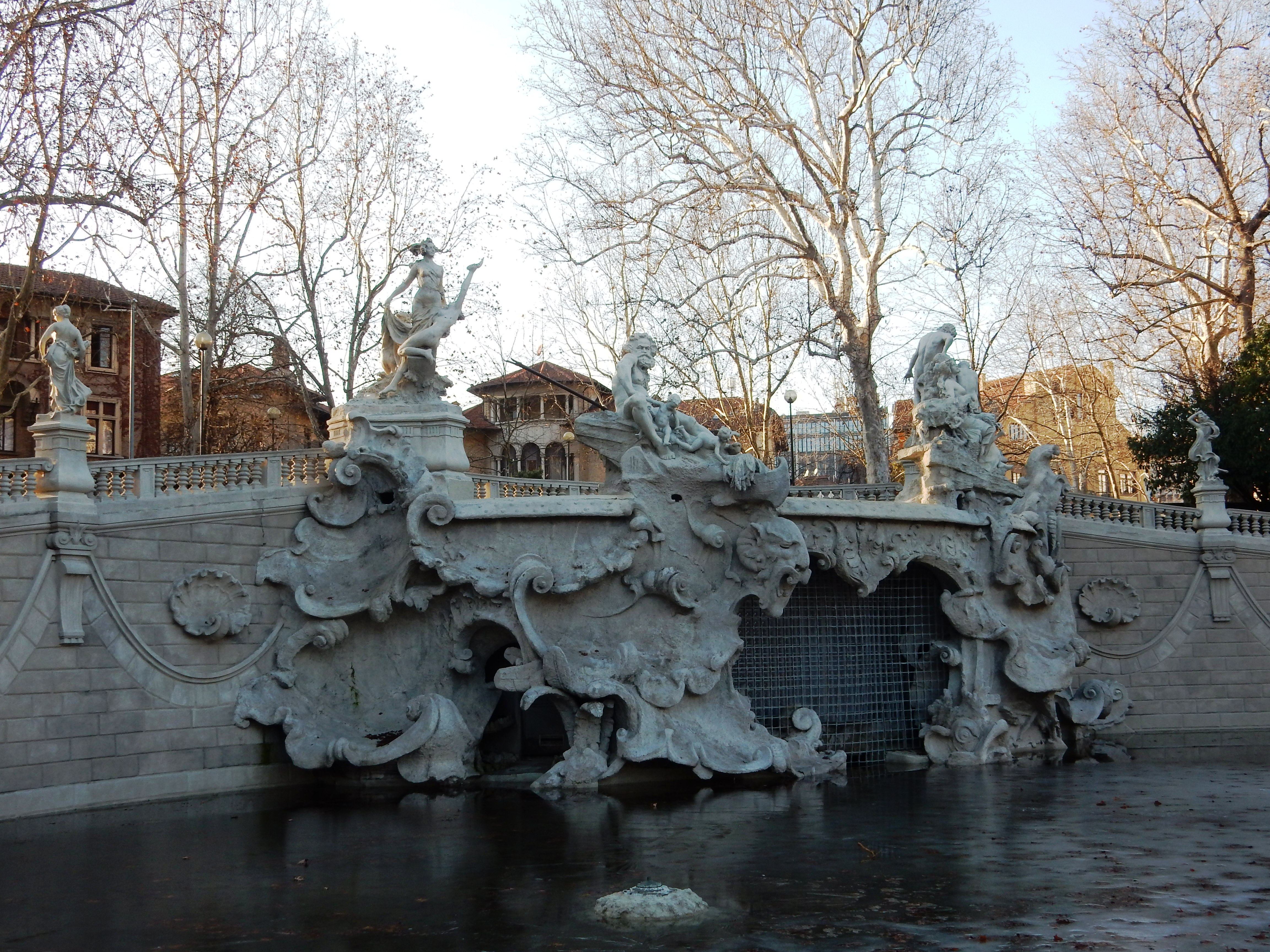
Fontana dei 12 mesi dopo il restauro

- Parrocchia-Santuario del Sacro Cuore di Gesù, di via Nizza, 56, fu voluta da monsignor Gastaldi sulle rovine dell'allora cascina Pertusa, con disegni dapprima in stile neogotico, poi trasformati in neoromanico, dall'architetto vercellese Arborio Mella, fu completata nel 1876.
- Parrocchia dei San Pietro e Paolo Apostoli, sita in Largo (già via) Saluzzo, 25, sorta nel 1852 come succursale della chiesa B.V. delle Grazie del quartiere Crocetta), sempre col nome di San Salvatore, quindi terminata nel 1865 e dedicata ai San Pietro e Paolo Apostoli, oggi importante centro religioso multiculturale.[8]
- Chiesa di San Giovanni Evangelista
- Chiesa di San Salvario, situata in Via Nizza all'incrocio con corso Marconi. Fu costruita in stile barocco nel 1645 per opera di Carlo e Amedeo di Castellamonte sull'impianto della precedente chiesa dedicata a San Salvatore risalente del XII secolo. L'altare della cappella è intitolato alla Vergine Immacolata e realizzato con marmi policromi da Frabosa, Busca e Valdieri. Dà il nome al quartiere.
- Sinagoga ebraica, sita in via San Pio V, in quel tratto pedonalizzata per ragioni di sicurezza (dando così luogo alla Piazzetta Primo Levi), fu innalzata nel 1880-1884 dall'architetto Enrico Petitti, grazie all'allora comunità ebraica, che avevano rinunciato all'iniziale sito del loro tempio in quel che sarà la futura Mole Antonelliana.
- Tempio Valdese, eretto nel 1853 su Corso Vittorio Emanuele II e relativo Ospedaletto Valdese.
- Il quartiere vanta anche diversi edifici in stile Liberty torinese degne di rilievo, come le prime officine Fiat, le officine meccaniche in Corso Raffaello e Villa Javelli, in via Petrarca, 44, opera del 1904 dell'architetto Raimondo d'Aronco.
- Verso la zona Corso Massimo d'Azeglio, si trovano alcuni edifici architettonici sedi di storiche facoltà universitarie, di cui alcuni sempre in stile Liberty torinese, quali il Museo di Anatomia Umana Luigi Rolando (Corso Massimo d'Azeglio, 52), provvisto di una bizzarra stretta torretta medioevale, e che ospita, sul retro (via Pietro Giuria), il Museo di Antropologia Criminale Cesare Lombroso; oppure la massiccia facciata, con colonnato bianco, dell'antica sede dell'Istituto elettrotecnico nazionale Galileo Ferraris (Corso Massimo d'Azeglio, 44).
- Piccolo obelisco commemorativo dell'11 marzo 1821, data del giuramento alla "Libertà d'Italia" del periodo risorgimentale e dei moti di Santorre di Santa Rosa, posto in Largo Marconi, proprio vicino alla chiesetta San Salvario[9].
- Monumento a Felice Govean, giornalista massone del XIX secolo, simbolo della libertà del giornalismo torinese dell'epoca. La bronzea statua, alta 7 metri appoggiata su un basamento in pietra di 4 metri, rappresenta il mezzo busto del giornalista su una colonna, con alla base un ragazzino che tiene una penna e una bandiera italiana; fu eseguito dallo scultore Francesco Sassi nel 1906. L'opera si trova nella piazzetta omonima, alla confluenza di V. M. Cristina/V. Belfiore/V. Petrarca.
- Il Condominio 25 Verde è un edificio residenziale che rappresenta il primo esperimento di bioarchitettura ecosostenibile in città su progetto di Luciano Pia. L'edificio è situato a pochi passi dal Parco del Valentino e dal Centro Storico Fiat.
- Chiesa dell'Immacolata Concezione, sita in via Nizza 47. Costruita all'inizio del Novecento su progetto di Enrico Mottura, fu danneggiata dal bombardamento dell'8 dicembre 1943.[10][11]
- Altre opere sparse nel Parco del Valentino, tra le più importanti:
  - Castello del Valentino (1630-1660), prestigioso edificio opera di Carlo e Amedeo di Castellamonte.
  - Borgo Medioevale, il pittoresco castello del 1884 costruito sulle rive del Po.
  - Monumento equestre, posto sulla piazzetta d'ingresso del percorso floreale di fianco a Torino Esposizioni, e dedicato a Amedeo I (1845-1890), primo duca dei Savoia-Aosta, statua in bronzo opera di Davide Calandra (1902).
  - Fontana del Ceppi, meglio conosciuta come dei "Fontana dei Dodici mesi".
  - Statua di Massimo d'Azeglio, opera di Balzico del 1873, posta sul corso omonimo angolo Corso Vittorio Emanuele II.

## Street Arta San Salvario
Successivi interventi si sono succeduti dall'anno 2015 su facciate cieche di condomini o su muri di edifici come il Teatro Colosseo (nel 2016) o la Clinica "Sedes Sapientiae" (aprile 2017) a cura di street artists italiani e internazionali, creando un percorso molto originale tra le vie del quartiere, date anche le grandi dimensioni degli interventi eseguiti.

## Galleria fotograficaStreet Art

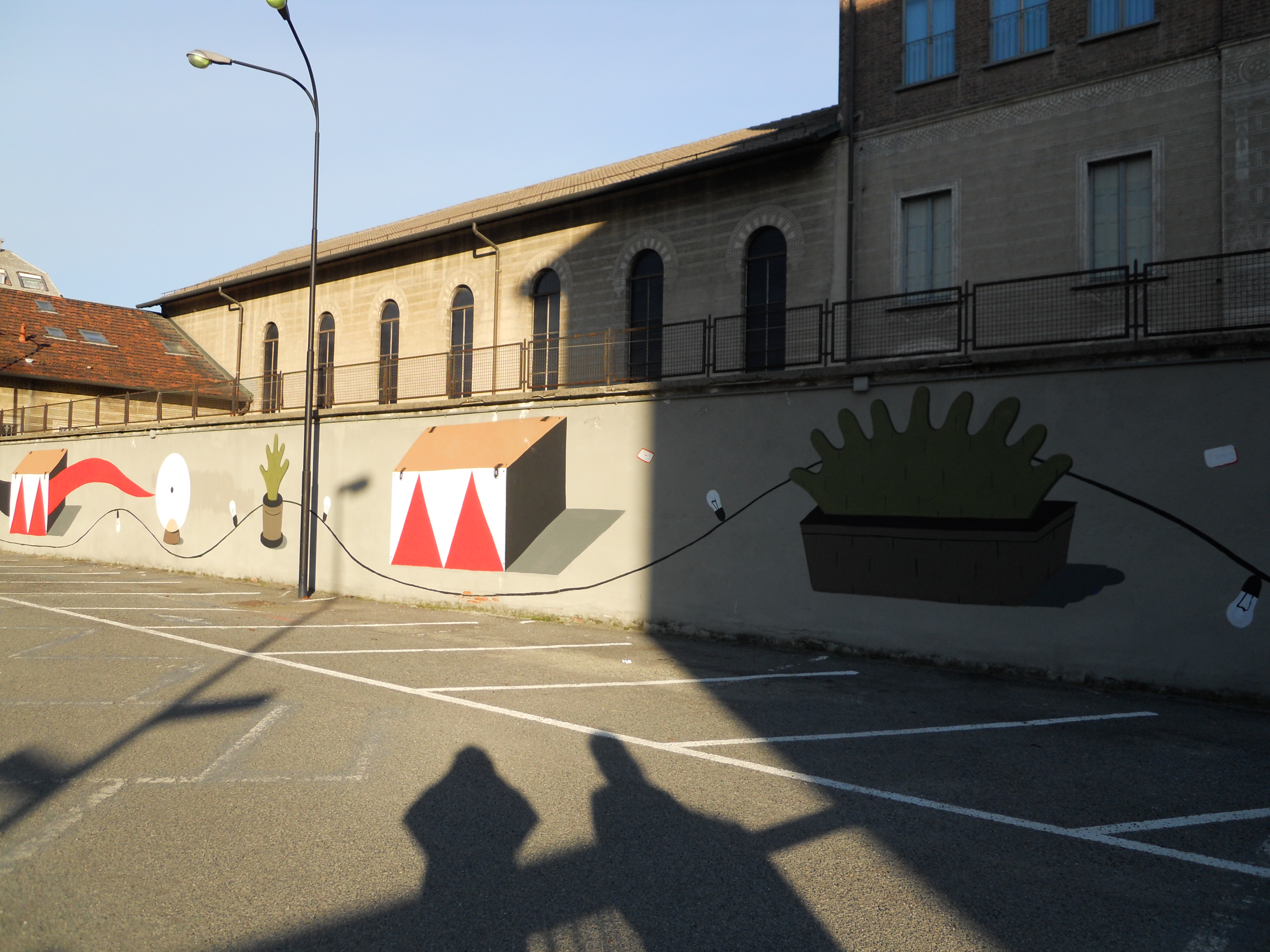
Ombre e Cubi in via Lugaro
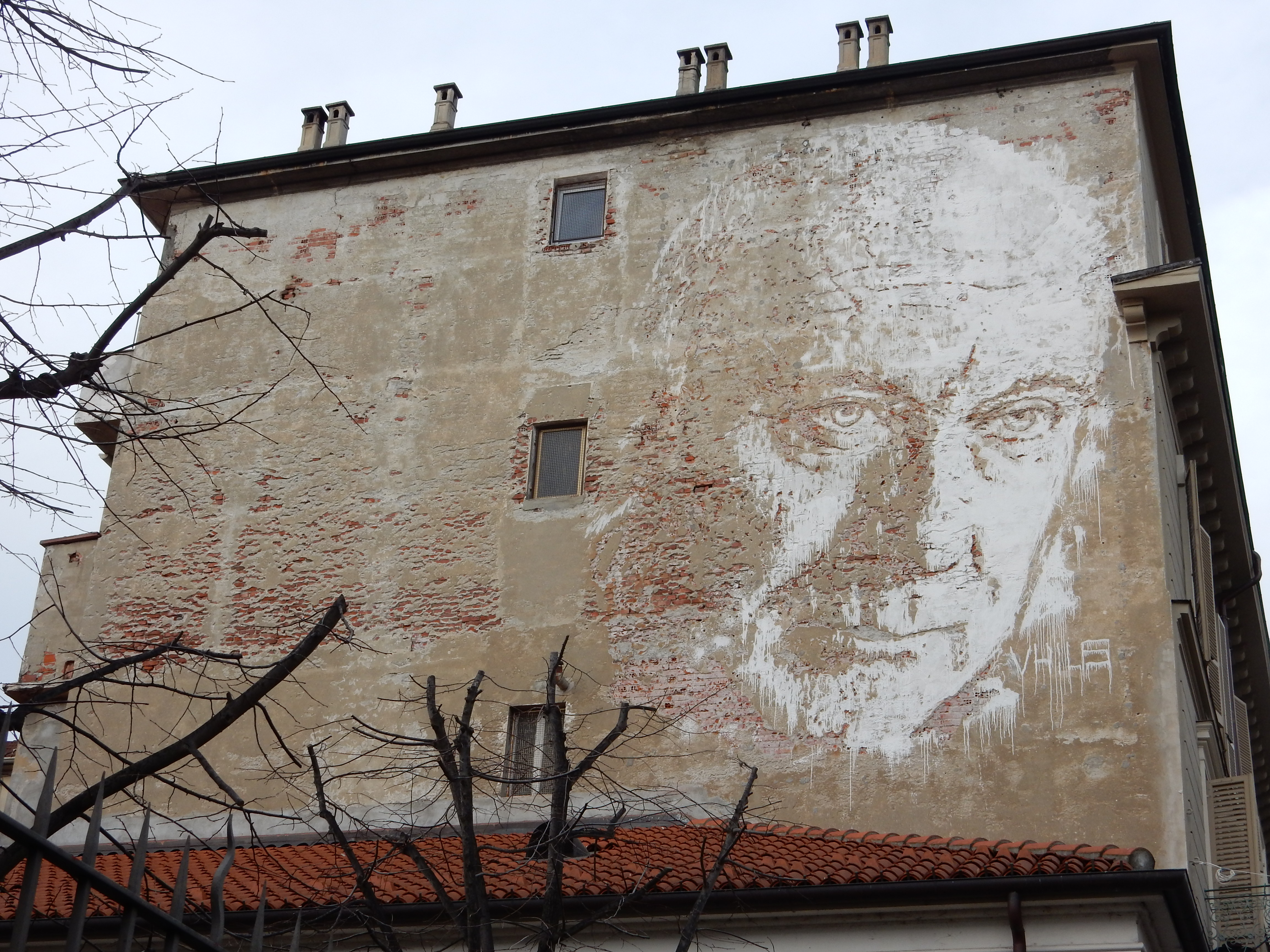
Volto in via Nizza
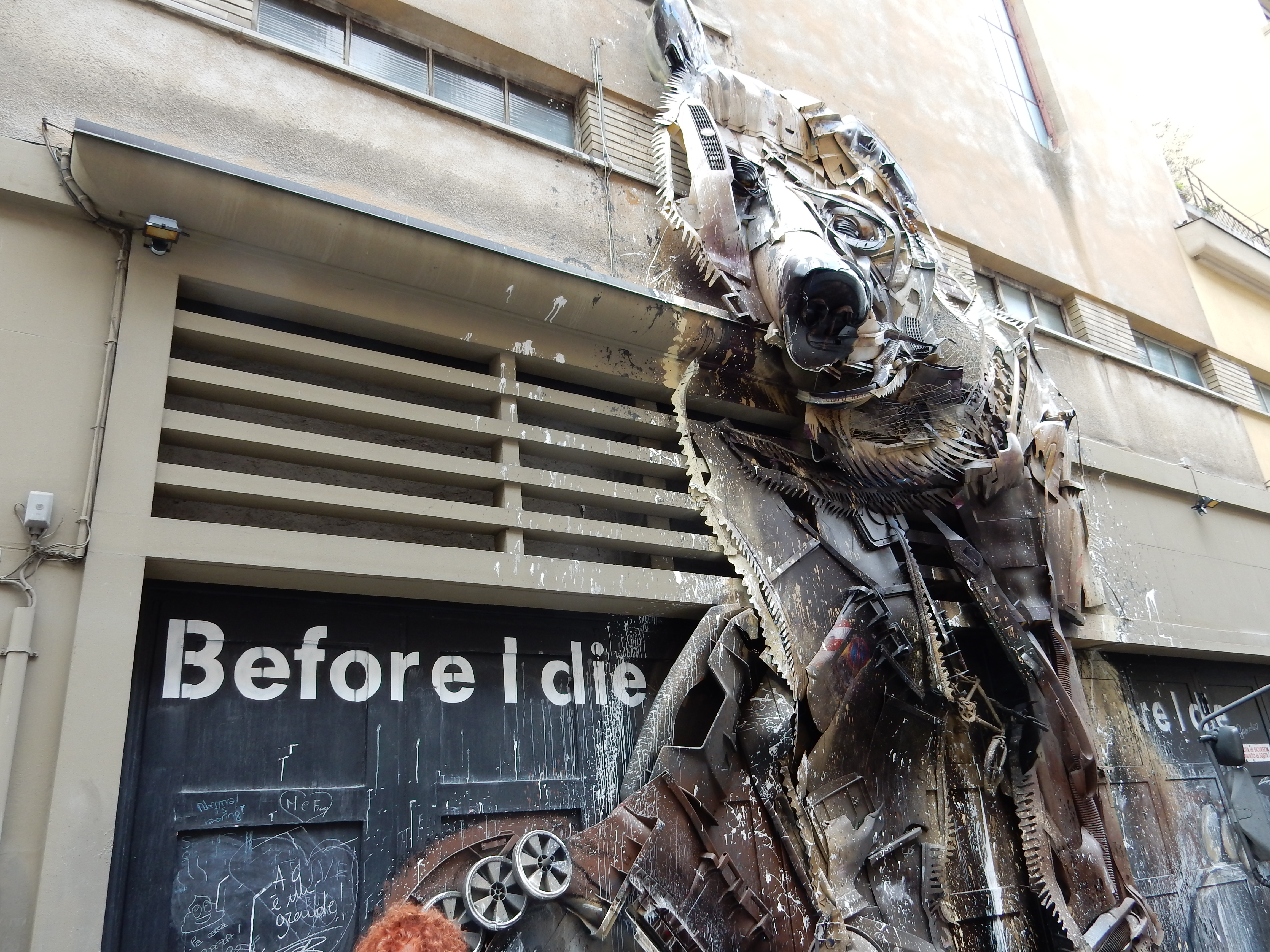
The Bear, sui muri del Teatro Colosseo
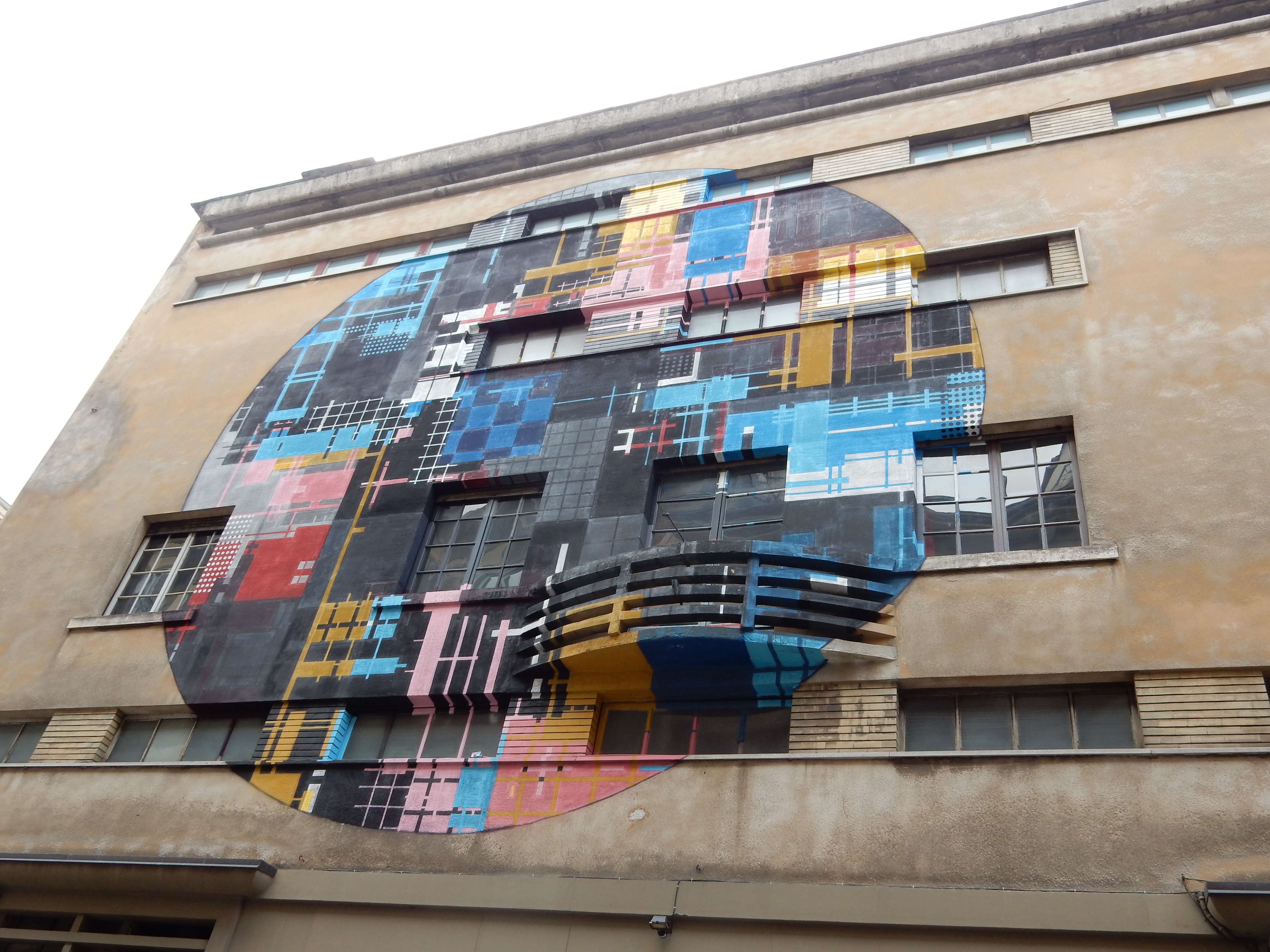
Orizzonti colorati, sui muri del Teatro Colosseo
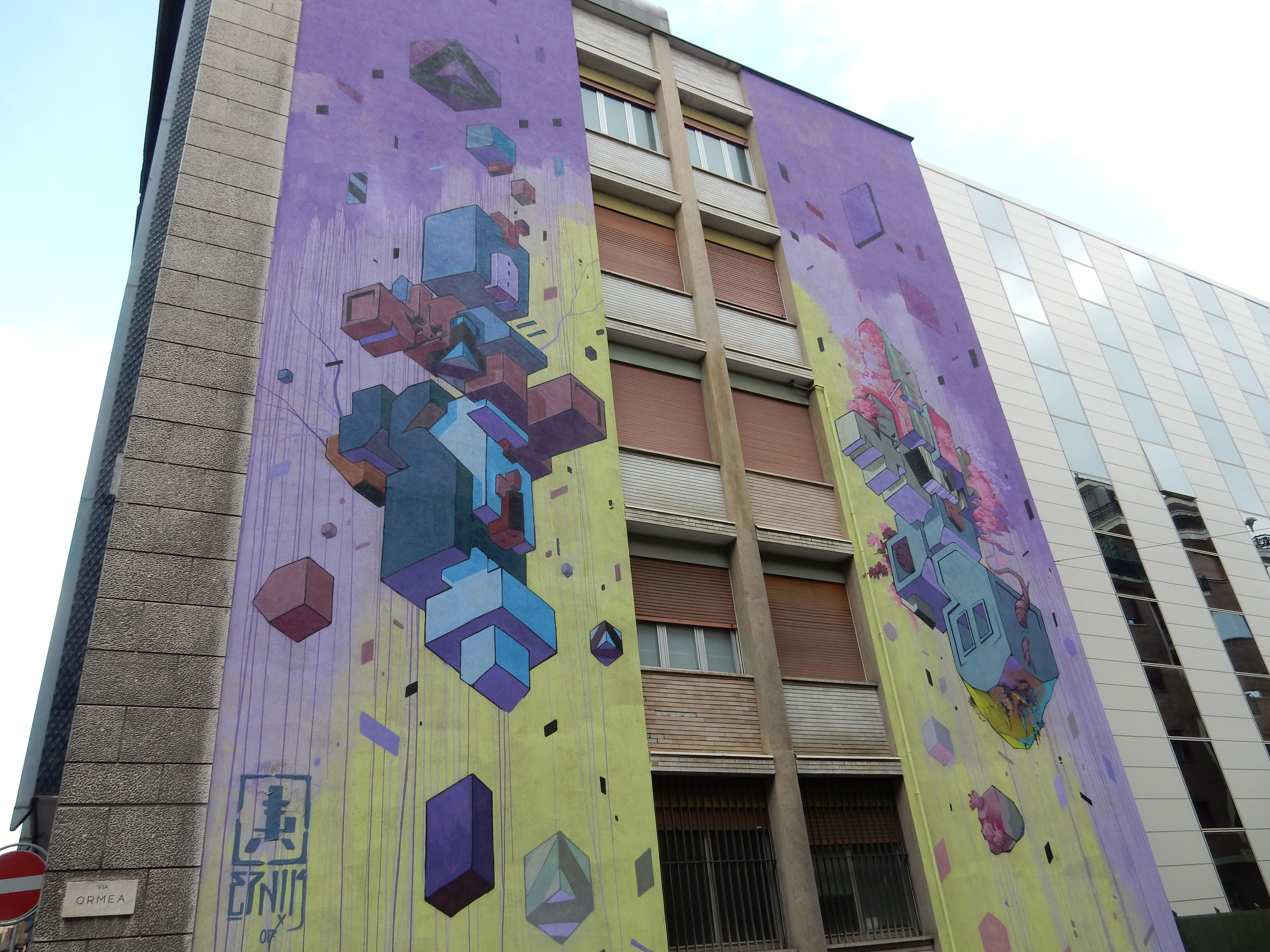
DUEL, sui muri della Clinica "Sedes Sapientiae"